# Presek (revija)
Presèk je poljudnoznanstvena revija, namenjena mladim matematikom, fizikom, astronomom in računalnikarjem. Izdaja jo Društvo matematikov, fizikov in astronomov Slovenije. Prva poskusna številka je izšla leta 1972 (letnik 0), od tedaj pa vsako leto običajno izide 6 številk.
Rubrike matematika, fizika in astronomija vsebujejo članke, računske naloge in poročila s tekmovanj, ki so potekala v tekočem letu. V razvedrilu so različne razvedrilne igre kot so sudoku, križanke, uganke ipd.
Zgodovina
Marca leta 1971 je skupina mladih navdušencev na občni zbor Društva matematikov, fizikov in astronomov v Murski Soboti prinesla prvo in edino številko lista z imenom praPresek. List je vseboval zapise z matematičnih in fizikalnih tekmovanj v tistem letu. Dodani so bili matematični, fizikalni in astronomski članek ter rubrike: Premisli in reši, Bolj za šalo kot zares in Bistrovidec. Poldrugo leto kasneje je izšla prva številka Preseka, lista za mlade matematike, fizike in astronome, ki je od takrat naprej redno izhaja. Kasneje je postal še revija za računalnikarje.

## Nagrade
15. 12. 2011 je Presek za svoje štiridesetletno delo na področju populariziranja matematike, fizike, astronomije in računalništva med mladimi prejel priznanje Prometej znanosti za odličnost v komuniciranju za leto 2011. Priznanje podeljujeje Slovenska znanstvena fundacija že od leta 2005 dalje, in sicer enkrat letno. Presek je priznanje prejel za 40 let populariziranja matematike, fizike, astronomije in računalništva med mladimi.